# Phoebetria palpebrata
L'albatro mantochiaro (Phoebetria palpebrata (J.R.Forster, 1785)) è un uccello della famiglia Diomedeidae.

## Descrizione
Lungo 71 cm, possiede ali molto slanciate. L'apertura alare è di 1,80 m.
Il piumaggio è uniforme di color grigio tranne per il rachide delle remiganti e delle timoniere di color biancastro e un anello palpebrale bianco. La coda a forma di cuneo. Le zampe sono di color carnicino e il becco nero. Può essere confuso con l'albatros fosco; quest'ultimo ha il piumaggio con toni bruni e il solco del becco color violetto.

## Distribuzione e habitat
Phoebetria palpebrata ha una distribuzione circumpolare. I principali siti di nidificazione si trovano nelle isole Georgia del sud (Territori britannici d'oltremare), Auckland, Campbell e Antipodi (Nuova Zelanda), Isole Saint-Paul e Nuova Amsterdam, Crozet e Kerguelen (Terre australi e antartiche francesi), Isole Heard e McDonald, Macquarie (Australia), e Isole del Principe Edoardo (Sudafrica).